# آلوارو فرناندس

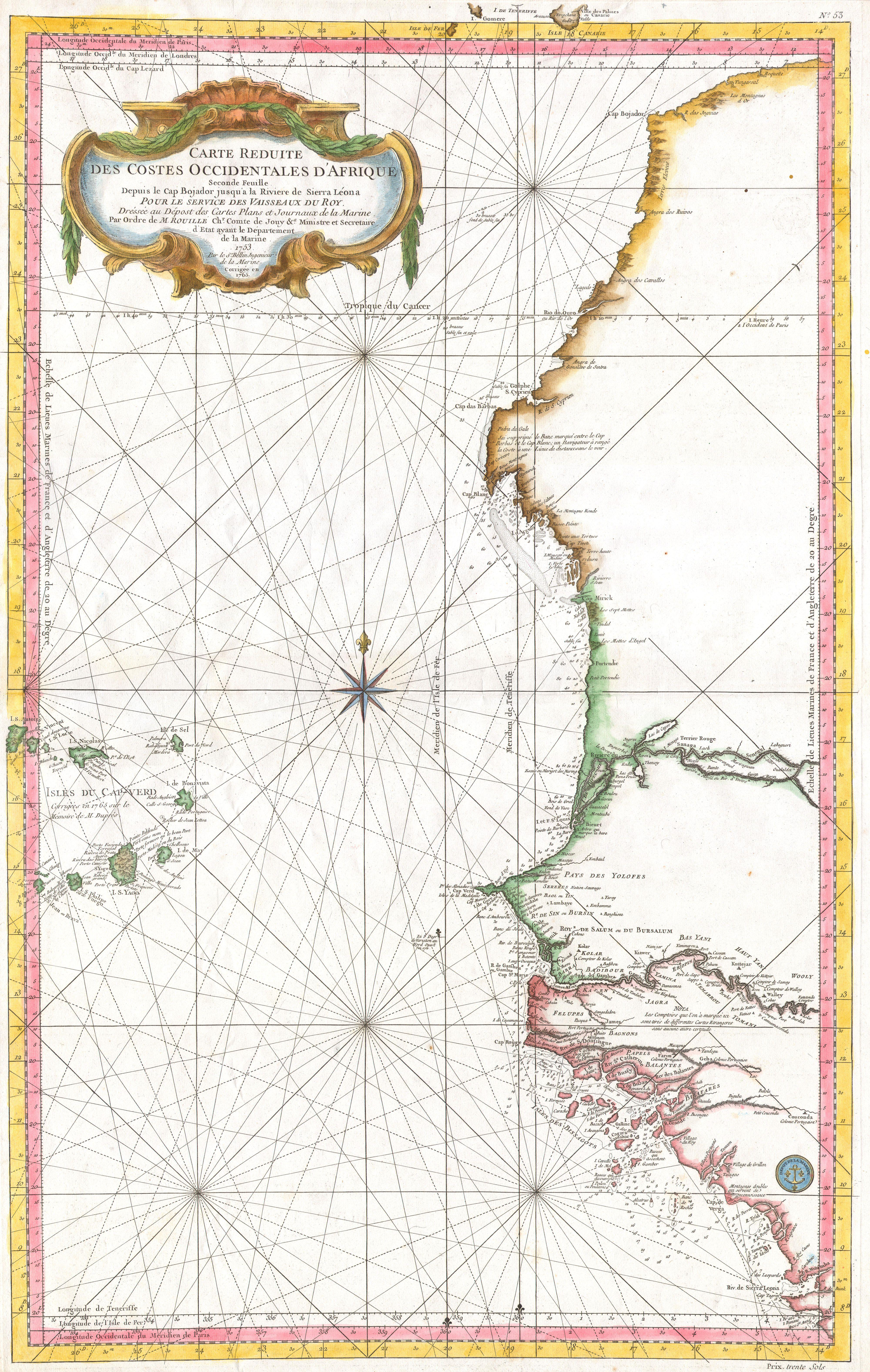
نقشه دریای بلین آفریقای غربی (سنگال، گامبیا، گینه و غیره) کشیده شده در قرن 18

آلوارو فرناندس (Álvaro Fernandes) (گاهی به اشتباه António Fernandes ذکر شده‌است)، یک کاوشگر قرن ۱۵ پرتغالی اهل مادیرا بود که برای هنری دریانورد کار می‌کرد. او کاپیتان دو سفر مهم (در سال‌های ۱۴۴۵ و ۱۴۴۶) بود که محدوده کشف پرتغالی‌ها را از ساحل غربی آفریقا به مرزهای شمالی گینه بیسائوی امروز گسترش داد. دورترین نقطه آلوارو فرناندس (تقریبا کیپ روکسو) به مدت ده سال و تا زمان سفر آلویس کاداموستو در سال ۱۴۵۶ در همین محدوده باقی ماند.

## پس‌زمینه
آلوارو فرناندس خواهرزاده ژائو گونسالوس زارکو کاوشگر و کاپیتان افتخاری فونشال بود. فرناندس (به عنوان شاگرد یا ملازم) در خانه شاهزاده پرتغالی، هنری دریانورد بزرگ شد.

## اولین سفر اکتشافاتی
در سال ۱۴۴۸ ناوگان کاراول کوچکی در مادیرا به عنوان بخشی از یک مأموریت بزرگتر به مقصد لاگوس، الگاروه تشکیل شد. ژائو گونسالوس زارکو، کاپیتان افتخاری فونشال دو فروند از کشتی‌ها را که توسط شاهزاده هنری ساخته شده‌است، تجهیز کرد و خواهرزاده‌اش آلوارو فرناندس را به عنوان ناخدای یکی از این دو کشتی انتخاب کرد. کشتی دیگر توسط تریستائو دی نیها، کاپیتان افتخاری ماشیسو و دیگری، توسط آلوارو دی اورنلاس فرماندهی می‌شد.
بر اساس تاریخ‌نگار قرن پانزدهم گومز ایناس د زورارا، آلوارو فرناندس به توصیه شخص شاهزاده هنری، برای جلوگیری از هر گونه آشوب به تنهایی راهی شد و برای اکتشاف، مستقیماً به سمت گینه رفت. آلوارو فرناندس از آرگین عبور کرد، مستقیم به سمت جنوب رفت و به دهانه رود سنگال رسید. او فقط برای پرکردن دو بشکه از آب رودخانه توقف کرد.
آلوارو فرناندس دریانوردی در گرند کوته سنگال را تا کیپ ورت یعنی جاییکه دنیس دایاس به آن رسیده بود، ادامه داد. به درستی مشخص نیست که دیاس از کیپ دورتر رفته بود یا خیر. اگر نه ممکن است آلوارو فرناندس نخستین اروپایی بوده باشد که به خوبی کیپ ورت را دور زده و به آنگره دی بزیگیچ (خلیج داکار) رسیده‌است. فرناندس در جزیره بزیگیچ (جزیره گوره) که خالی از سکنه بود لنگر انداخت اما گوزن‌های وحشی زیادی پیدا کرد که خدمه کشتی برای غذای خود آن‌ها را شکار کردند. گفته می‌شود فرناندس با حک‌کردن شعار شاهزاده هنری دریانورد (عطش کارهای خوب) روی تنه یک درخت نشانی از خود، در جزیره به یادگار گذاشت.
در حالیکه به هنگام بیکاری خارج از جزیره بودند دو قایق محلی (هر کدام با پنج سرنشین) کنجکاو از مردم اصلی (ولوف یا به احتمال بیشتر بومیان لبو) که در جزیره دور می‌زدند، از خشکی به سمت کشتی‌های فرناندس پارو زدند. اولین برخورد با آرامش کافی پیش رفت، حرکاتی رد و بدل شد که نشان‌دهنده هدف‌های صلح‌آمیز بود و چند تن از بومیان به کشتی دعوت شدند و قبل از نشستن در قایق‌ها و برگشتن به محل زندگی خود توسط پرتغالی‌ها با غذا و نوشیدنی پذیرایی شدند. بومیان که از خبر اولین برخورد هیجان زده شده بودند با شش قایق دیگر به سمت کشتی، پارو زدند. اما این بار آلوارو فرناندس تصمیم گرفت کمین کند و پشت قسمت مخفی کشتی، سپاهی از مردان مسلح را تشکیل داد. وقتی قایق‌های محلی به محدوده آن‌ها رسیدند فرناندس علامت داد و گروه مخفی پرتغالی از پشت کشتی شروع به شلیک کردند. قایق‌های بومی فوراً دور شدند تا به ساحل برگردند اما کشتی پرتغالی‌ها به نزدیک قایق آفریقایی رسید. بومی‌ها که قایق شان متوقف شده بود، بیرون پریدند و سعی کردند تا ساحل شنا کنند اما دو نفر از شناگران توسط پرتغالی‌ها به اسارت گرفته شدند اما چنان مبارزه‌ای به راه افتاد که تا زمان دستگیری نفر دوم و آرام شدنش بقیه بومی‌ها سالم به سرزمین اصلی رسیدند.
این کمین تنها دو اسیر داشت و زنگ خطر را در ساحل سرزمین اصلی به صدا درآورد. آلوارو فرناندس بعد از گذشت این غافلگیری، سود چندانی برای ماندن در آن منطقه ندید و از خلیج بزیگیچ خارج شد و در امتداد ساحل کوچک پتی کوت به سمت جنوب رفت تا به صخره‌ای رسید که (به خاطر یک سری تنه‌های درخت خشک که شبیه دکل کشتی بودند آن را کابو دوس مستوس «شهر دکل‌ها» نام‌گذاری کرد؛ اکنون کیپ ناز در ۱۴ درجه، ۳۲ دقیقه، ۱۴ اینچ شمالی و ۱۷ درجه، ۶ دقیقه و ۱۴ اینچ غربی است). فرناندس دستور داد گروهی برای دیده‌بانی در آن نزدیکی مستقر شوند. آن‌ها به گروه چهار نفره‌ای از شکارچیان (احتمالا سرر) در اطراف برخوردند و سعی کردند آن‌ها را غافلگیر کنند و به اسارت بگیرند اما شکارچیان وحشت‌زده فرار کردند و از پرتغالی‌ها جلو رفتند.
سپس آلوارو فرناندس با دو اسیر از بزیگیچ، دو بشکه آب رودخانه سنگال و تسلیحات شکارچیان به پرتغال برگشت. اقدامات خصمانه او زنگ خطری در میان ساکنین خلیج بزیگیچ به صدا درآورد. کشتی‌های پرتغالی بعدی که به این منطقه رسیدند، منطقه وسیع لانکاروت دی فریتاس چند ماه بعد، با آماج تیر و نیزه‌های سمی مورد استقبال قرار گرفتند و مجبور به فرار شدند.
آلوارو فرناندس بیش از هر کاپیتان پرتغالی دیگری به سمت جنوب رفته بود و دماغه ماستوس را به عنوان دورترین نشانگر برپا کرده بود که شاهزاده هنری پاداش بزرگی به وی و عموی او ژائو گونسالس زاراکو اعطا کرد.

## دومین سفر اکتشافاتی
ژائو گونسالس زاراکو در سال بعد دوباره ناوگانی به فرماندهی خواهرزاده‌اش آلوارو فرناندس تجهیز کرد. فرناندس مستقیماً به سمت آخرین مقصدش (کابو دوس مستوس) رفت و یک گروه کاوشگر را به خشکی رساند، اما هیچ‌کسی را پیدا نکرد و دوباره سوار کشتی شد و به مسیرش ادامه داد. در یک بخش نامعلوم در جنوب آنجا یک روستای ساحلی پیدا کردند و گروه را از کشتی پیاده نمودند، اما با نیروهای مسلح محلی (مردم سرر) رو به رو شدند که قصد داشتند از روستای خود دفاع کنند. آلوارو فرناندس در ابتدای رویارویی کسی که به نظرش رئیس قبیله بود را به قتل رساند و باعث شد بقیه جنگجویان محلی به جنگ پایان دهند. گروه پرتغالی حاضر در خشکی از این توقف استفاده کردند و با عجله سوار کشتی خود شدند.
فردای آن روز که پرتغالی‌ها کمی دریانوردی می‌کردند دو زن جوان محلی را که در حال پیداکردن صدف در ساحل بودند به اسارت گرفتند. ناوگان مسیر خود را تا «فاصله مشخصی» رسیدن به رودخانه بزرگی ادامه دادند که در اسناد تاریخی به اسم «ریو تابیت» ثبت شده‌است. (محل مشخص نیست، در زیر ببینید). آلوارو فرناندس با اینکه احتمالاً از سرنوشت نونو تریستائو در سفر دریایی مشابهی خبر داشت، تصمیم گرفت در آن منطقه به کاوش بپردازد. اولین قایق اکتشافی در ساحل در نزدیکی آلونک‌های محلی پهلو گرفت و آن‌ها سریعاً یک زن محلی را گیر انداختند و او را به کشتی بازگرداندند. سپس قایق را تعمیر کردند و دوباره به راه افتادند، این بار قصد داشتند به مسیر دورتری از بالای رودخانه بروند. اما مسیر چندانی را طی نکرده بودند که چهار یا پنج قایق محلی پر از مردان مسلح به آن‌ها نزدیک شدند. فرناندس فوراً مسیر قایق را تغییر داد و همین‌طور که بومی‌ها به دنبالش بودند با سرعت به سمت ناوگان خود رفت. یکی از قایق‌ها که با سرعت کافی حرکت می‌کرد به قایق فرناندس نزدیک شد و باعث شد فرناندس قایق را برگرداند و برای مبارزه آماده شود. اما قایق پیشرویِ محلی که خود را تنها دید سرعتش را کم کرد تا بقیه قایق‌ها برسند و به این ترتیب قایق پرتغالی‌ها فرصت پیدا کرد مسیرش را تا ناوگان خود ادامه دهد. پرتغالی‌ها فرار کردند، اما خودِ آلوارو فرناندس به خاطر شلیک یک تیر سمی از یکی از قایق‌ها به شدت از ناحیه پا آسیب دید. وقتی سوار کشتی شد زخم را با ادرار و روغن زیتون ضدعفونی کرد. چند روز متوالی به شدت دچار تب شد و تا آستانه مرگ پیش رفت اما بهبود یافت.
ناوگان با وجود این تجربه نزدیک به مرگ، کمی دیگر مستقیم به جنوب رفتند تا اینکه به دماغه‌ای شنی و خلیج شنی بزرگی رسیدند. آن‌ها قایق کوچکی برای کاوش اطراف ساحل، به آب انداختند اما با ۱۲۰ تن نیروی محلی مواجه شدند که با سپر، نیزه و کمان به آن‌ها نزدیک می‌شدند. کاوشگران فوراً به ناوگان برگشتند. با این وجود، گروه مسلح بومی چیزی شبیه به یک تظاهرات صلح‌آمیز به نمایش گذاشتند، دست تکان دادند و پرتغالی‌ها را به خشکی دعوت کردند. اما پرتغالی‌ها با توجه به حالت بیماری فرناندس و شوک تجربه فرار قبلی تصمیم گرفتند، آنجا را ترک کنند و به پرتغال بازگردند.
فرناندس در مسیر خانه در جزیره آرگین و خلیجی در آن نزدیکی توقف کرد، جاییکه در مورد خرید یک بردهٔ زن سیاه‌پوست از بازرگانان بربر مذاکره کردند. وقتی به پرتغال رسیدند، شاهزاده هنری دریانورد ۱۰۰ دوبلون و نماینده پادشاه، پیتر دوک کویمبرا ۱۰۰ دوبلون دیگر به وی هدیه دادند زیرا فرناندس مسیری طولانی‌تر از هر ناخدای پرتغالی طی کرده بود.

## محدوده اکتشافاتی
آلوارو فرناندس از میان تمام ناخداهای دوران هنری در دهه ۱۴۴۰ حوزه اکتشاف را بیشتر گسترش داد. کاملاً قطعی است که آلوارو فرناندس در اولین ماموریتش (۱۴۴۵) از بقیه پیشی گرفت و اولین اروپایی بود که به بیزگیچ رسید (جزیره گوره در خلیج داکار) و تا دماغه مستس (دماغه کیپ) در مرکز سنگال رفت.
محدوده دومین سفرش در سال ۱۴۴۶ چندان مشخص نیست. زورارا گزارش می‌دهد فرناندس تا ۱۱۰ لیگ از محدوده کیپ ورت پیش رفت. اگر زورارا درست گفته باشد به این معنی است که فرناندس به کیپ ورگا (۱۰درجه، ۱۲ دقیقه و ۱۶ اینچ شمالی و ۱۴ درجه، ۲۷ دقیقه و ۱۳ اینچ غربی در گینه مدرن) دورتر از آخرین نقطه سفرش رسیده بود. تاریخ‌نگار ژائو دا باروس پیش‌تر می-رود و رودی که فرناندس به آن می‌رسد را با عنوان «ریو تبیت» معرفی می‌کند. هویت دقیق «ریو تبیت» مشخص نیست زیرا این اسم در نقشه‌های قدیمی موجود نیست. باروس ذکر می‌کند که ریو تبیت ۳۲ لیگ بعد از «ریو دا نونو تریستائو» واقع شده‌است. اگر نام این رود را نونز (در گینه امروزی) فرض کنیم، «ریو تبیت» همان رود فُرِکر (۹ درجه، ۱۶ دقیقه و ۵۷ اینچ شمالی و ۱۳ درجه، ۲۰ دقیقه و ۱۰ اینچ غربی) در گینه امروزی می‌شود و به این معنی است که فرناندس ۱۳۵ لیگ از کیپ ورت عبور کرده‌است، یعنی بیش از ۱۱۰ لیگی که زورارا بیان کرده‌است. در نمونه‌ای دیگر، وایکانت سانتارم، ریو تبیت را ریو دو لاگو (رود دیامبوس در دلتای سالومِ سنگال) معرفی می‌کند که ۲۴ لیگ دورتر از کیپ ورت است. اگرچه دیامبوس بهترین منطقه برای مرگ خود نونو تریستائو است. اگر فرناندس هم همین مسیر را طی کرده باشد، ادعای وی مبنی بر اینکه کیلومترها از آخرین منطقه کشف شده توسط نونو تریستائو فراتر رفته‌است را رد می‌کند. تبیت به عنوان رود گامبیا هم معرفی می‌شود اما به همین دلیل نزدیکی به آخرین منطقه کشف شده توسط تریستائو، طرفداران زیادی ندارد.
مورخان امروزی بر این باورند که زورارا و باروس اغراق کرده‌اند که آلوارو فرناندس به گینه امروزی رسیده‌است. بسیار غیرممکن است که وی از رودخانه بزرگ گبا و جزایر زیاد بیساگوس و دماغه‌ها و مکان‌های دیدنی قابل توجه عبور کرده باشد و آن‌ها را جست‌وجو نکرده باشد یا اسمی از آن‌ها نبرده باشد. به علاوه زورارا ادعا می‌کند که فرناندس همیشه از کیپ ورت عبور می‌کند، ازین رو «ساحل عموماً به سمت جنوب می‌رود» که این احتمالات عجیب‌تر را حذف می‌کند (ساحل تا جنوب شرق بعد از کیپ راکسو ادامه پیدا می‌کند).
تکسیرا دا موتا با مرور اسناد اظهار می‌کند که احتمالاً رود تبیت که فرناندس از آن عبور کرد رود کازامانس بوده‌است (۱۲ درجه، ۳۳ دقیقه و ۷ اینچ شمالی و ۱۶ درجه، ۳۵ دقیقه و ۵۰ اینچ غربی، سگنال) و خلیج شنی که آخرین نقطه سفر وی بود اطراف کیپ وارلا (و در ۱۲ درجه، ۱۷ دقیقه و ۱ اینچ شمالی و ۱۶ درجه، ۴۵ دقیقه و ۵۰ اینچ غربی پایین کیپ راکسو در منتها الیه شمالی گینه بیسائو قرار دارد). یعنی فرناندس ۵۰ لیگ (نه ۱۱۰ لیگ) بعد از کیپ ورت دریانوردی کرد. اما کماکان دورترین نقطه اکتشاف پرتغالی‌ها در دهه ۱۴۴۰ است.
تنها مشکل واقعی در مورد فرضیه کازامانس استفاده از کمان‌های سمی است که در میان مردم سرر، نیمونینکا و ماندینکا از منطقه سالوم گامبیا رایج بود اما در میان مردم جولا (فلوپس) در کازامانس معمول نبود. اما مورخان تردید دارند که تیر سمی به فرناندس اصابت کرده باشد و بر این باورند که تیر معمولی بوده و وی بعد از آن دچار یک عفونت ساده شده بود. زنده ماندن وی گواه بر این است که تیر سمی نبود و البته چنین جراحتی در هیچ دریانورد دیگری گزارش نشد. (به وضوح با سرنوشت نونو تریستائو و خدمه‌اش در رود دیامبوس متفاوت است، مردان زیادی به سرعت بر اثر سم نیومینکا جان سپردند. احتمالاً زورارا با توجه به سرنوشت تریستائو به این نتیجه رسید که تمام قبایل جنوبی کیپ ورت از سم استفاده می-کردند).
نکته دیگر این است که چرا کشتی فرناندس توسط مردم جولا که چیزی از پرتغالی‌ها نمی‌دانستند بر روی رودخانه در کمین نشسته بودند. تاکسیرا دا موتا اشاره می‌کند دزدیدن زن کنار رودخانه، بومیان را از هدف‌های خصمانه پرتغالی‌ها آگاه کرد. البته این باور با مردم جولا که در سواحل کیپ وارلا بودند متفاوت است، استقبال و دست تکان دادن آن‌ها برای پرتغالی‌ها نشان می‌دهد درک اندکی از ماهیت برده‌داران پرتغالی داشتند.
متأسفانه زورارا می‌گوید آلوارو فرناندس هیچ اسمی از سفر دوم خود ارائه نداده‌است و محدوده مبهم گزارش شده («بعضی روزها»، «فاصله مشخص») چندان روشنگرانه نیست و کماکان این نتیجه‌گیری را ناتمام و قابل بحث می‌گذارد.
تنها این نکته مشخص است که فرناندس در سال ۱۴۴۶ دورتر از منطقه سفر قبلی خود رفته‌است و تا دهه بعد به عنوان رکورد دورترین مقصد اکتشافی پرتغالی‌ها باقی مانده‌است. رکورد فرناندس ده سال بعد توسط آلویس کاداموستو، کاوشگر ونیزی در خدمت هنری در سال ۱۴۵۶ شکسته شد. کاداموستو ادعا کرد کاشف رودخانه کازامانس است و این رود را به افتخار پادشاه محلی (مانسای) از کازا (قومی تقریباً منقرض شده با قوم بنیوک) نام‌گذاری کرد.

## ارجاعات
1. ↑  Chisholm, Hugh, ed. (1911). "Fernandez, Alvaro" . Encyclopædia Britannica (به انگلیسی). Vol. 10 (11th ed.). Cambridge University Press. pp. 278–279.
2. ↑  João de Barros, Lib. I, Ch. 11 (p.87); Faria e Sousa (p.527).
3. ↑  Zurara, Gomes Anes (1841). Crónica dos Feitos da Guiné. Paris.
4. ↑  Zurara, (Ch. 65, p.225).
5. ↑  In his 1490s memoirs, Henrican captain Diogo Gomes (p.276) claims the bay was named Bezeguiche after a local mainland king. He does not, however, make mention of Álvaro Fernandes himself.
6. ↑  Zurara (p.226), Barros (p.113), Quintella (p.145)
7. ↑  Zurara (p.228). Barros does not give details of this incident, but notes later (p.113) that the natives on this shore were provoked to hostility by Fernandes actions.
8. ↑  Zurara, p.228
9. ↑  Barros (p.113). Cape Naze is south of Popenguine and north of Guerrero. Castilho (vol. 1, p.117) points out that 'Naze' is probably a cartographic corruption of the abbreviation for 'Mastos'. Uniquely, Cortesão (p.10n11) makes the case that the Cabo dos Mastos might actually be Cape Rouge (۱۴°۳۸′۵″ شمالی ۱۷°۱۰′۲۴″ غربی / ۱۴٫۶۳۴۷۲°شمالی ۱۷٫۱۷۳۳۳°غربی) just a few miles north of Cape Naze.
10. ↑  Zurara, p.228-29.
11. ↑  Zurara, p.229
12. ↑  Zurara, Ch. 87 (p.p.258) (Port: p.406). Barros (Dec. I.1, Ch.14, p.121). Quintella (p.149) and Diffie and Winius (p.86-87) place this in 1446. Faria e Sousa (p.528) in 1447.
13. ↑  Zurara, p.259.
14. ↑  Zurara, p.260
15. 1 2 3 4  Zurara, p.261
16. ↑  Teixeira da Mota, 1946: p.280
17. ↑  Quintella (p.149n)
18. ↑  Barros (p.121).
19. ↑  The identification of the Tabite with the Forecariah is due to Teixeira da Mota (1946: II, p.278-80), basing himself on indications in Duarte Pacheco Pereira and elsewhere. Cortesão (1931: p.20-21) however, identifies the Tabite with the Pongo River (۱۰°۳′۲۵″ شمالی ۱۴°۴′۱۲″ غربی / ۱۰٫۰۵۶۹۴°شمالی ۱۴٫۰۷۰۰۰°غربی), a tad bit closer, but also in Guinea and still exceeding 110 leagues.
20. ↑  Viscount of Santarém, in the first edition of Zurara, (1841: p.408), basing himself on a Juan de la Cosa map. But then Santarém (p.410) goes on to dramatically claim they continued sailing as far as Cape St. Ann in Sierra Leone, a gigantic leap from Diombos. Another source, the 1911 Encyclopædia Britannica (op. cit), describes Fernandes as having sailed to "perhaps in the neighborhood of Conakry...but little short of Sierra Leone."
21. ↑  Teixeira da Mota, (1946: Pt.1)
22. ↑  Beazley & Prestage (1896: p.xii). Although in their endnotes (p.349-50), they seem to endorse the Diombos of the Viscount of Santarem.
23. ↑  Duarte Leite (1941), Damião Peres (1943), Magalhães Godinho (1945), Teixeira da Mota, 1946
24. ↑  Teixeira da Mota (1946: II, p.283).
25. ↑  Teixeira da Mota, p.282
26. 1 2  Teixeira da Mota, p.282-83